# Estació de Hasselbrook
L'Estació de Hasselbrook és una estació de les línies S1 i S21 del metro d'Hamburg i de la rodalia RB81 d'Hamburg cap a Bad Oldesloe.
La línia d'Hamburg cap al Cementiri d'Ohlsdorf ja era projectada des dels anys 1870, però va durar fins al 1900 per començar l'obra. La línia va inaugurar-se el 1907. L'edifici per als viatgers va ser dissenyada per l'arquitecte Eugen Goebel, inspirat per l'escola de Hannover. És una arquitectura conservadora en estil historitzant, com un petit castell, que volia donar prestigi al nou mitjà de transport i securitzar els usuaris.
El 1941, els nazis van inaugurar un búnquer del tipus torre Zombeck al costat de l'estació, per tal de poder evacuar els veïns i els viatgers en cas d'ataca aeri. Quan el 1989 es va crear una nova estació ja va obrir-se una polèmica per l'absència d'un ascensor per millorar l'accessibilitat per als discapacitats. És una de les típiques epopeies alemanyes sense fi, i va durar fins al 2015 fins que va començar l'obra de l'ascensor. L'antiga estació va ser desafectada i llistada com a monument el 27 de juny de 1989. Després d'una extensiva restauració al mig dels anys 1990 va ser transformada en restaurant, tot i mantenir molts elements que mostren la primera funció de l'edifici.

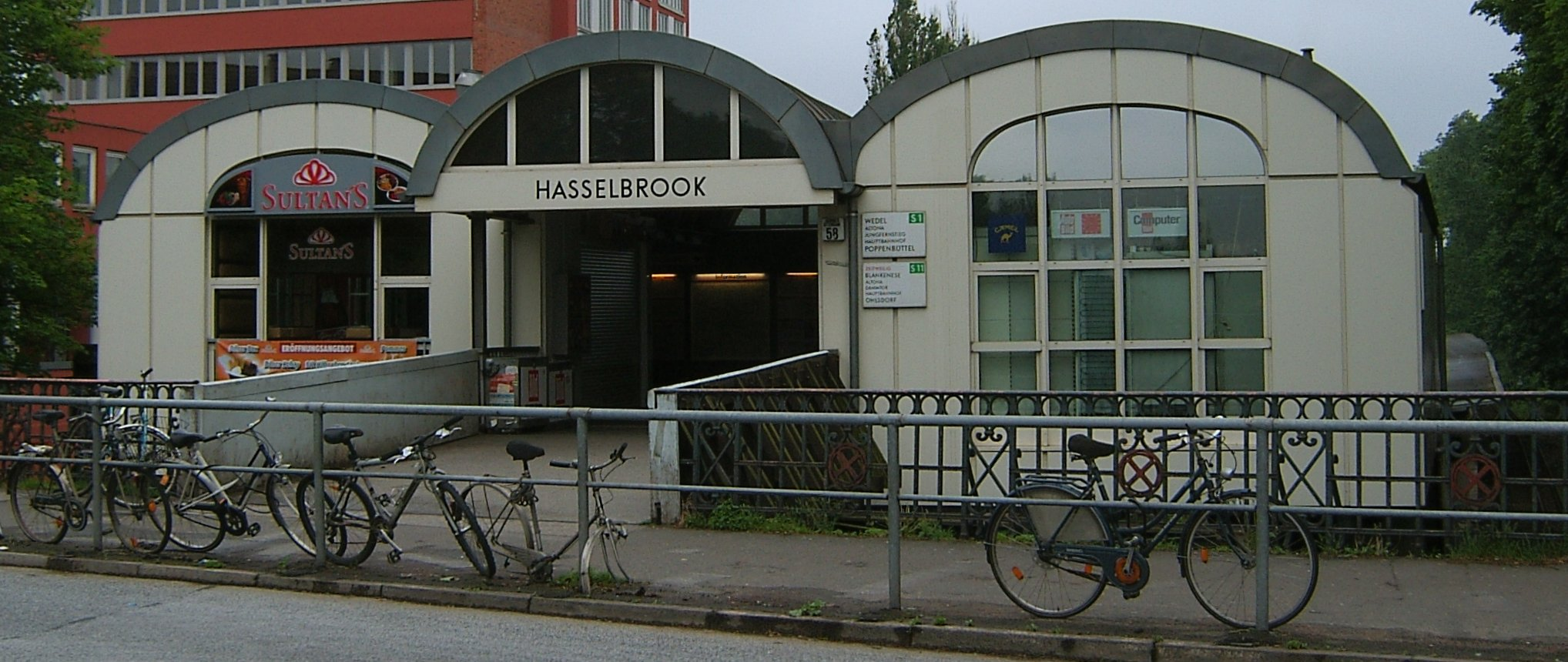
L'entrada actual de l'estació
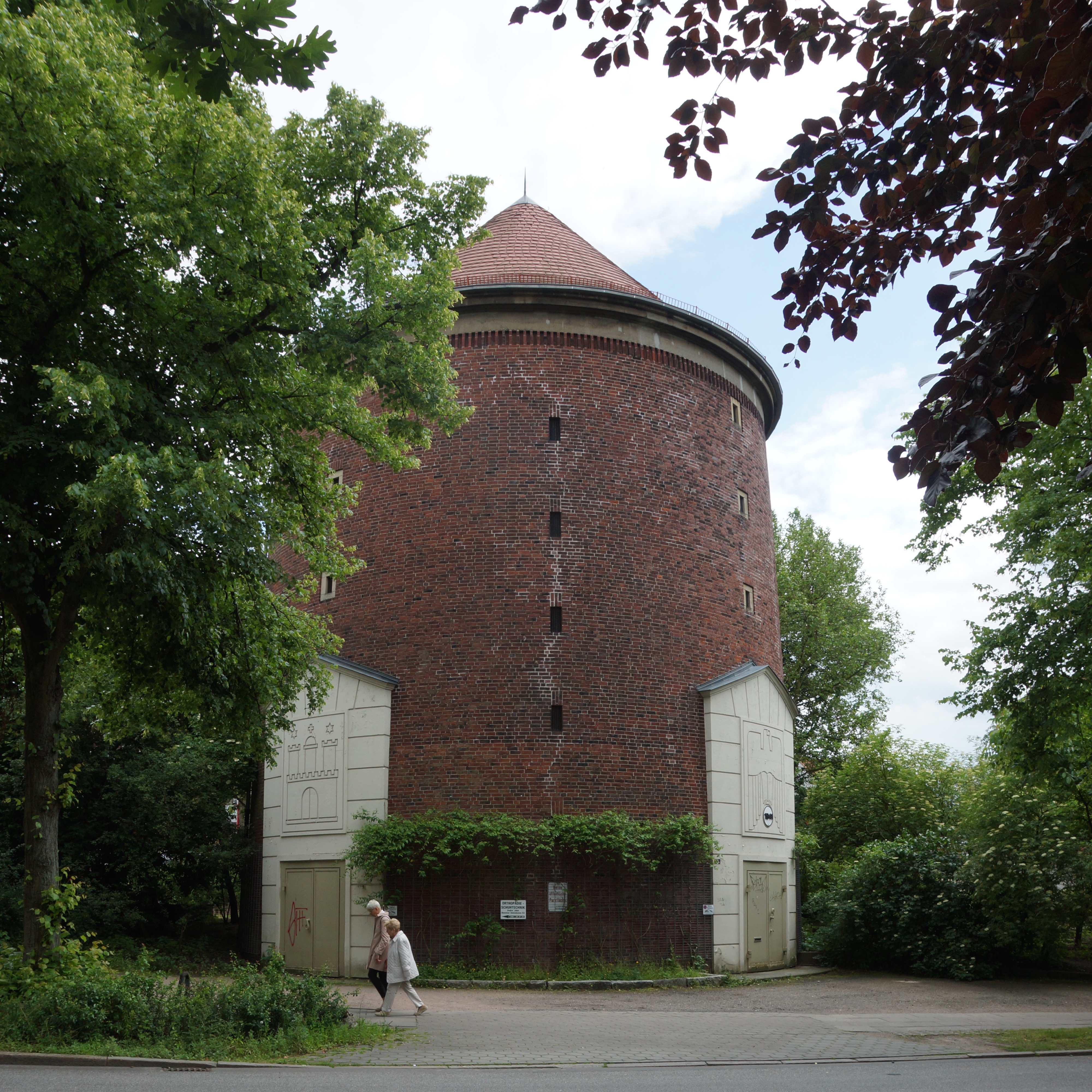
Búnquer tipus torre Zombeck al costat de l'estació
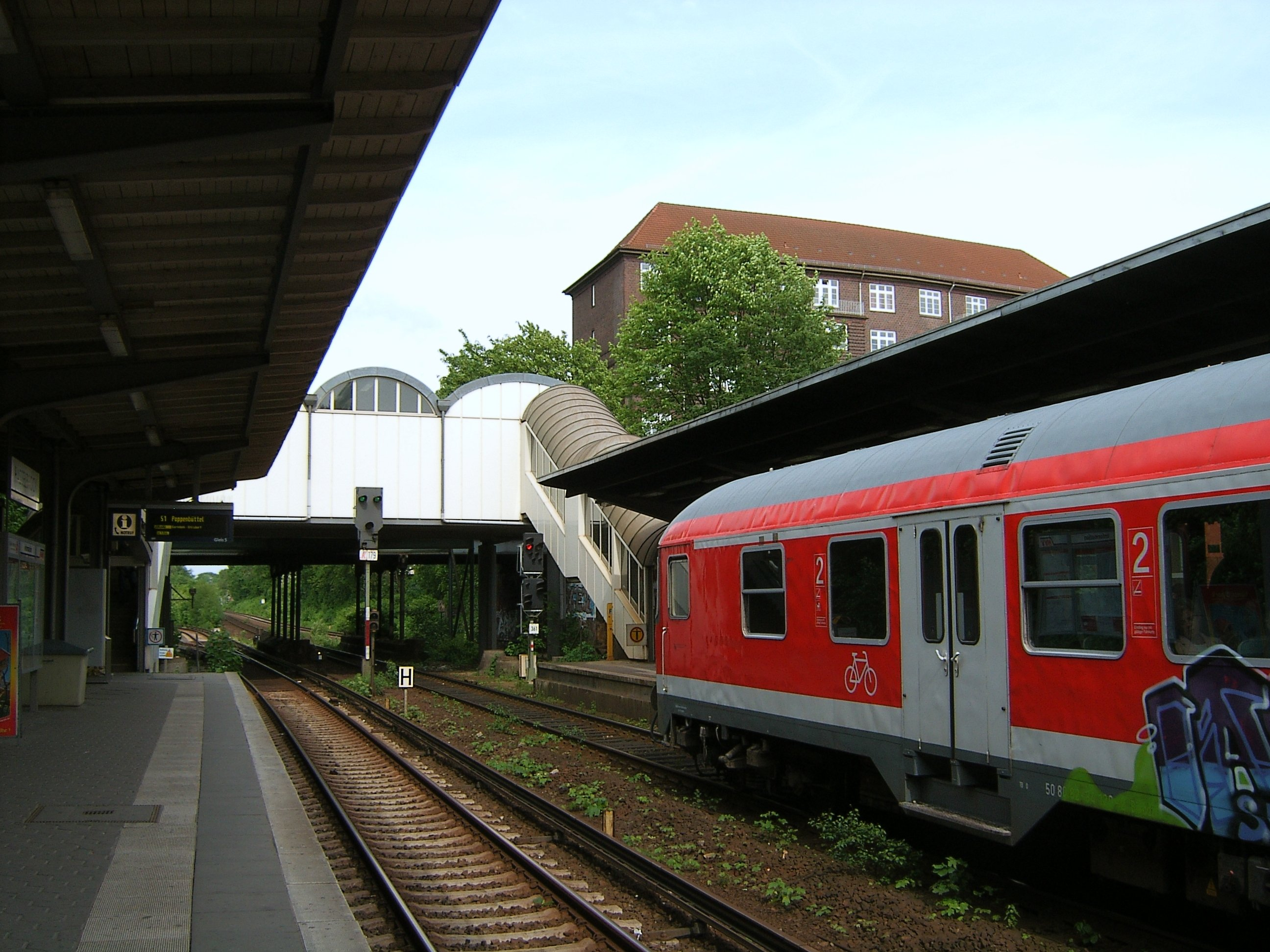
Les andanes